# Длужець (Малопольське воєводство)
Длужець (пол. Dłużec) — село в Польщі, у гміні Вольбром Олькуського повіту Малопольського воєводства.
Населення — 780 осіб (2011).
У 1975-1998 роках село належало до Катовицького воєводства.

## Демографія
Демографічна структура станом на 31 березня 2011 року:
|          | Загалом | Допрацездатний вік | Працездатний вік | Постпрацездатний вік |
| -------- | ------- | ------------------ | ---------------- | -------------------- |
| Чоловіки | 376     | 73                 | 250              | 53                   |
| Жінки    | 404     | 78                 | 224              | 102                  |
| Разом    | 780     | 151                | 474              | 155                  |